# Palais royal de Naples
Pour les articles homonymes, voir Palais royal.
Le palais royal de Naples est l'une des quatre résidences royales utilisées par les Bourbons durant le royaume des Deux-Siciles. Il clôt la symétrie de la monumentale Piazza del Plebiscito, face à la façade néoclassique de la Basilique San Francesco di Paola.

## Histoire
La construction du palais royal de Naples est confiée vers 1600 à Domenico Fontana, sur commission du comte de Lemos Fernando Ruiz de Castro Andrade y Portugal alors vice-roi de Naples. 
Il aurait dû recevoir le roi Philippe III d'Espagne, attendu à Naples pour une visite officielle mais celle-ci ne se produisit jamais. Le palais devint la résidence des vice-rois espagnols puis autrichiens avant de devenir la résidence des souverains de la maison de Bourbon. 
Après l'unification de l'Italie, il devint la résidence napolitaine des souverains de la maison de Savoie. 
Au cours du XVIIIe siècle le palais fut réaménagé par Luigi Vanvitelli, qui lui donna sa forme actuelle. Au cours des années 1806-1815 il fut enrichi par Joachim Murat et Caroline Bonaparte, avec l'architecte Leconte, au moyen de décorations et d'ameublements néoclassiques provenant du palais des Tuileries.
Endommagé par un incendie en 1837, il fut successivement restauré de 1838 à 1858 par Gaetano Genovese qui agrandit et régularisa, sans la fausser, l'ancienne construction. C'est à cette époque que furent ajoutées l'aile des Fêtes et une nouvelle façade face à la mer, caractérisée par un soubassement de bugnato et une tourelle-belvédère. À l'angle du théâtre San Carlo fut créée une petite façade à l'emplacement du palais Vieux de don Pedro de Toledo.
En 1888, sur ordre d'Humbert Ier, les niches extérieures furent occupées par de gigantesques statues des rois de Naples : Roger II de Hauteville, Frédéric II de Souabe, Charles Ier d'Anjou, Alphonse V d'Aragon, Charles V de Habsbourg, Charles III de Bourbon, Joachim Murat et Victor-Emmanuel II de Savoie.
En 1922, il fut décidé d'y transférer la Bibliothèque nationale Vittorio Emanuele III (qui était alors installée dans le palais du Musée).
Les bombardements subis pendant la Seconde Guerre mondiale et les occupations militaires qui suivirent causèrent au palais des très graves dommages qui rendirent nécessaire une restauration qui fut l'œuvre de la Surintendance aux Monuments de Naples.

## Salles

### Appartement Royal
L'appartement Royal est situé à l'étage noble étage du palais : de 1660 à 1734 il a été utilisé comme lieu de représentation des vice-rois espagnol et autrichien, de 1734 à 1860, l'appartement privé et public des Bourbons et, avec l'unification de l'Italie, l'appartement des Savoie. L'appartement a été ouvert au public en 1919, tandis que son aspect muséal est dû aux travaux de restauration effectués à la fin de la Seconde Guerre mondiale. La disposition des salles est restée presque intacte depuis 1874. Les décorations intérieures des pièces retracent généralement les vicissitudes des diverses personnalités de premier plan des dynasties qui les habitaient, s'adaptant au goût et à la mode de l'époque de leur réalisation.

#### Escalier d'honneur

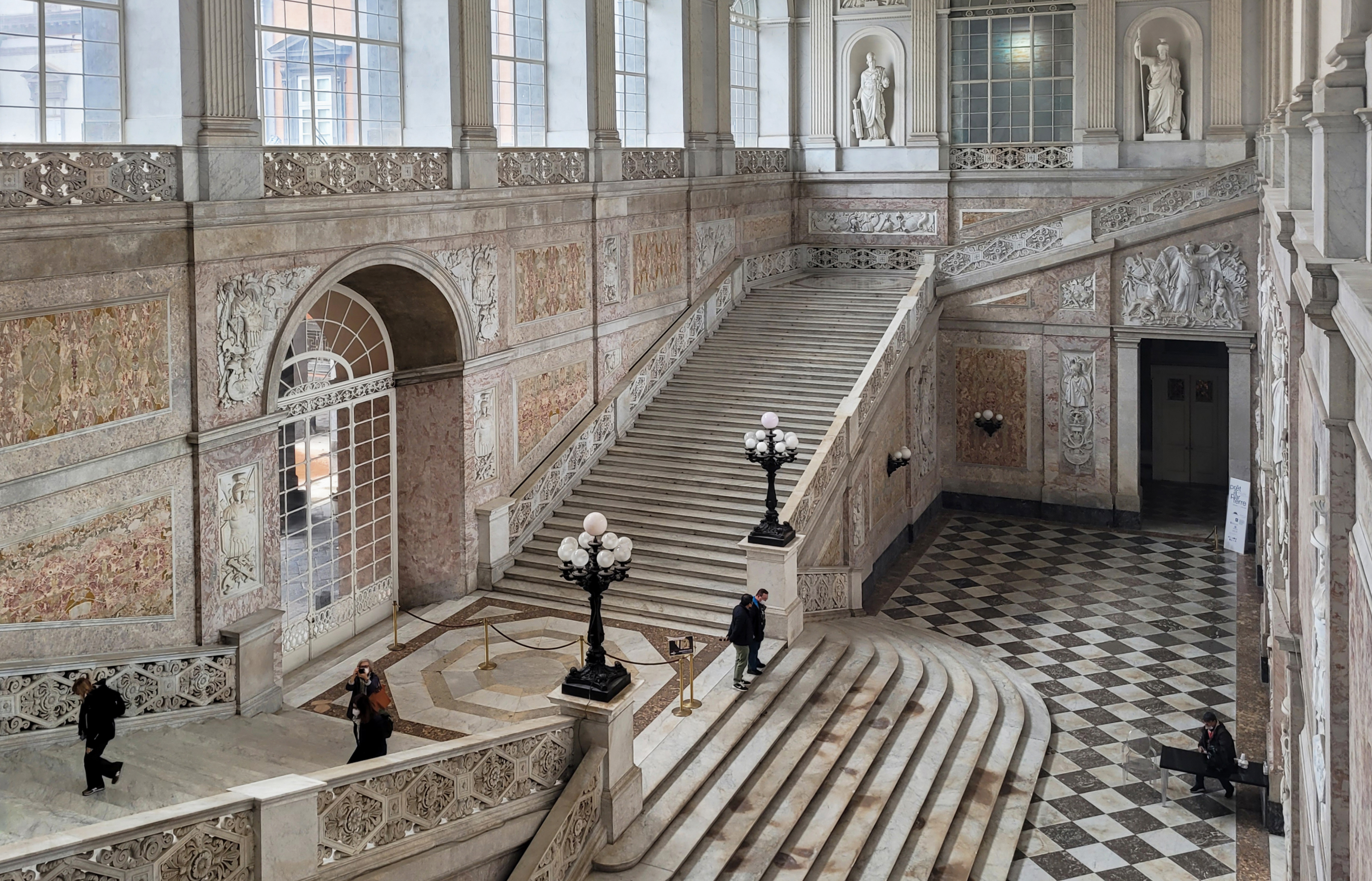
L'entrée et l'escalier de droite.

À l'origine, il y avait un modeste escalier à deux rampes de Domenico Fontana. À la demande d'Iñigo Vélez de Guevara, un nouvel escalier en piperno a été construit entre 1651 et 1666 : il a été défini en 1729 par Montesquieu comme le plus beau d'Europe, et est représenté dans la peinture d'Antonio Dominici de 1790 intitulée Escalier royal avec le cortège nuptial des princesses de Bourbon. À la suite de l'incendie du palais en 1837, il a été décidé de construire un nouvel escalier : celui-ci a été construit en 1858 selon les plans de Gaetano Genovese et réalisé par Francesco Gavaudan.

#### Déambulatoire
Le déambulatoire du premier étage se compose de quatre couloirs qui courent autour de la cour d'honneur : au début c'était une loggia ouverte qui, lors de la restauration du XIXe siècle, a été fermée à l'aide de grandes fenêtres.

#### Appartement du Roi
Salle I. Théâtre de la Cour : le théâtre de la cour a été construit en 1768 à l'occasion du mariage entre Ferdinand Ier et Marie-Caroline de Habsbourg-Lorraine
Salle II. Première antichambre ou salle diplomatique : elle est ainsi appelée parce que les délégations diplomatiques visitant le roi se tenaient à l'intérieur  . L'ensemble est de style baroque.
Salle III. Salle néoclassique : elle est ainsi nommée pour le style, au goût néoclassique dont elle est décorée.
Salle IV. Deuxième antichambre : Le deuxième vestibule conserve la décoration originale de la fresque d'époque du vice-roi au plafond.
Salle V. Troisième antichambre
Salle VI. Salle du trône : modifiée plusieurs fois au fil des années, elle abrite le trône, qui est de style Empire de 1850 
Salle VII. Passetto du Général,  accessible par un couloir décoré de stucs en blanc et or de la Salle du Trône, a été placé entre 1841 et 1845 dans un style néoclassique
Salle VIII. Salon des Ambassadeurs : à l'origine, la salle était un couloir reliant les salles de réception et les salles privées, appelé Grande Galerie, où de nombreuses peintures étaient conservées : à la suite de la décision de Ferdinand II de transférer les œuvres en 1832 au musée Bourbon, l'endroit a été utilisé comme pièce représentative, prenant le nom de Salone degli Ambasciatori
Salle IX. Chambre de Maria Cristina
Salle X. Oratoire
Salle XI. Salle du Grand Capitaine : elle est ainsi nommée pour le cycle de fresques, Histoires de Gonzalo de Cordoue, de Battistello Caracciolo qui se trouve dans la voûte du pavillon qui a pour thème les épisodes de la conquête espagnole du royaume de Naples par Gonzalo Fernández de Córdoba, appelé Grand Capitaine 
Salle XII. Salle des Flamands, de style néo-gothique
Salle XIII. Studio del Re, c'est-à-dire le bureau du roi
Salle XXIX. Salle du corps des Gardes

#### Appartement de la Reine
Salle XIV. Quatrième salon de la Reine
Salle XV. Troisième salon de la Reine
Salle XVI. Deuxième salon de la Reine 
Salle XVII. Premier salon de la Reine
Salle XVIII. Deuxième antichambre de la Reine
Salle XIX. Première antichambre de la Reine
Salle XX. Vestibule, c'est une pièce en forme d'exèdre, de style néoclassique, décorée de colonnes et de pilastres
Salle XXIV. Salle de Don Quichotte : à l'intérieur se trouvent dix-neuf toiles préparatoires, sur trente-huit réalisées, sur le thème Histoires de Don Quichotte.
Salle XXV. Appartement privé de la Reine
Salle XXVI. Premier Passetto
Salle XXVII. Alcôve de Marie Amélie de Saxe
Salle XXVIII. Passetto
Salle XXXIV. Boudoir de la Reine

#### Galerie et Salon d'Hercule
Salle XXI. Galerie d'Hercule
Salle XXII. Salon d'Hercule

#### Chapelle Palatine
Salle XXX. La Chapelle Palatine, également appelée chapelle royale de l'Assomption, a été construite en 1643 par Francesco Antonio Picchiatti et terminée en 1644. Fortement endommagée pendant la Seconde Guerre mondiale, elle a été désacralisée et utilisée comme lieu d'exposition des vêtements sacrés précédemment recueillis dans la sacristie. 

#### Galerie souterraine
La Galleria Borbonica,  ancien passage souterrain, construit par les Bourbons à des fins militaires pour relier le palais royal aux casernes militaires de Naples.

## Galerie

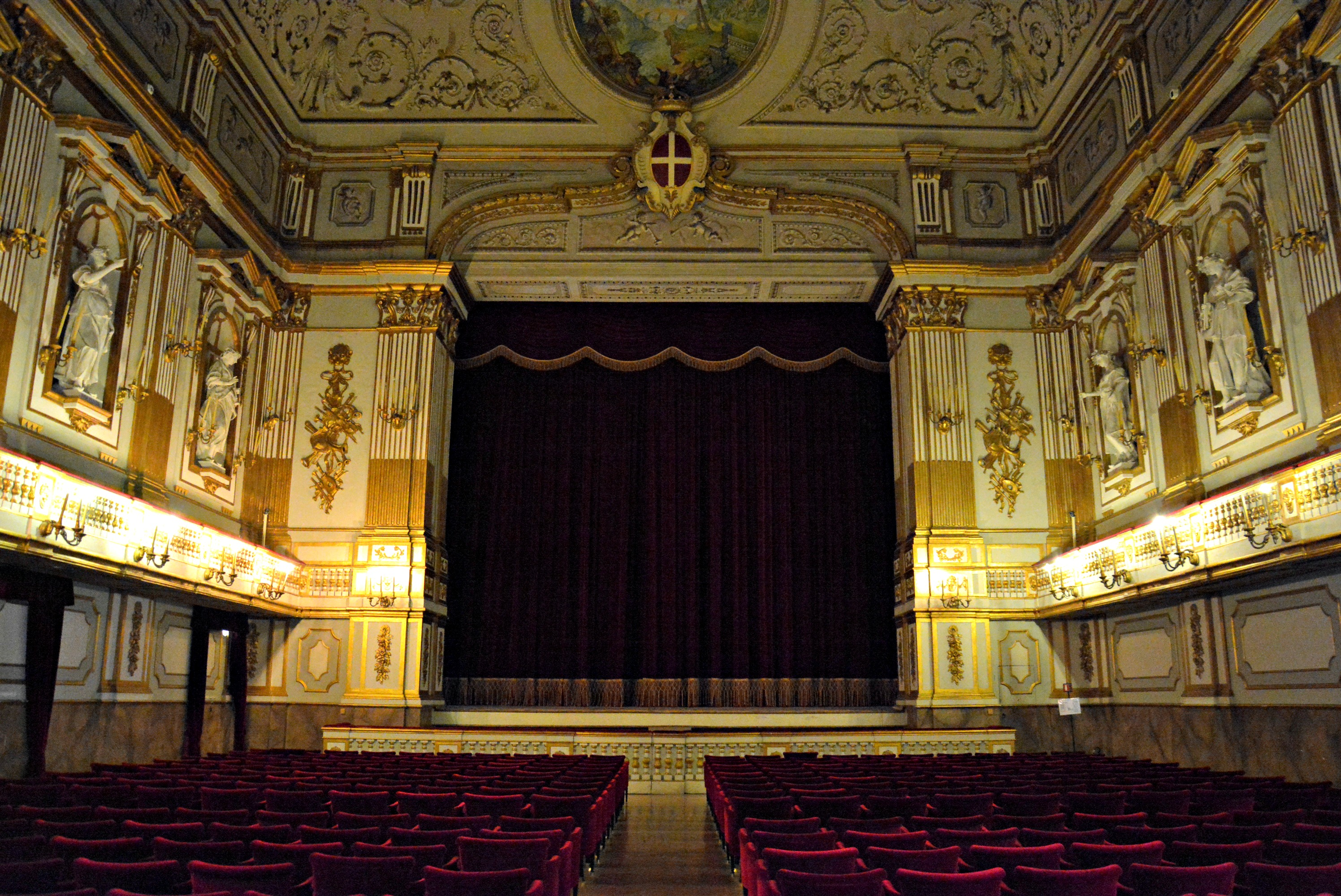
Théâtre de Cour
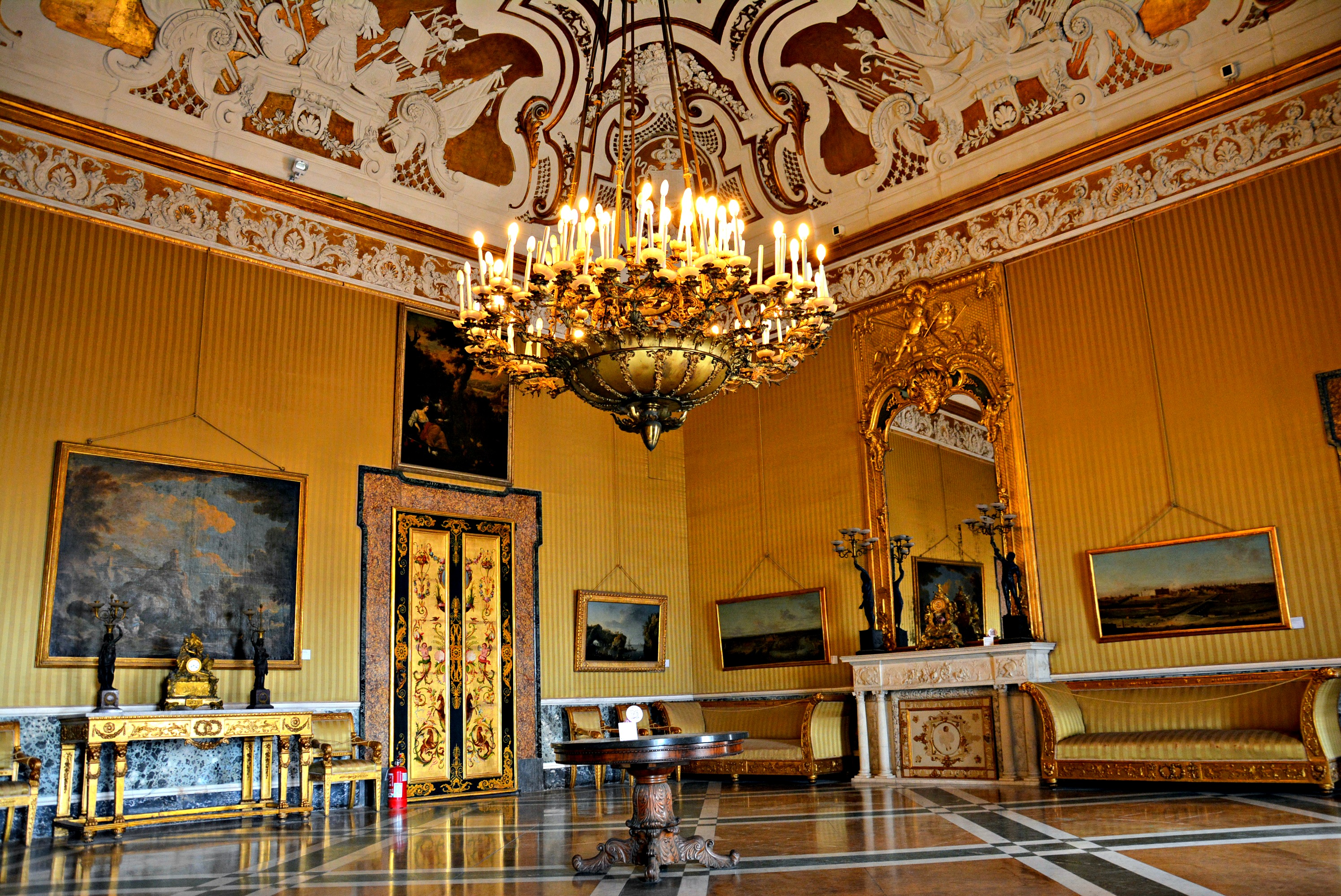
Troisième Salon de la Reine
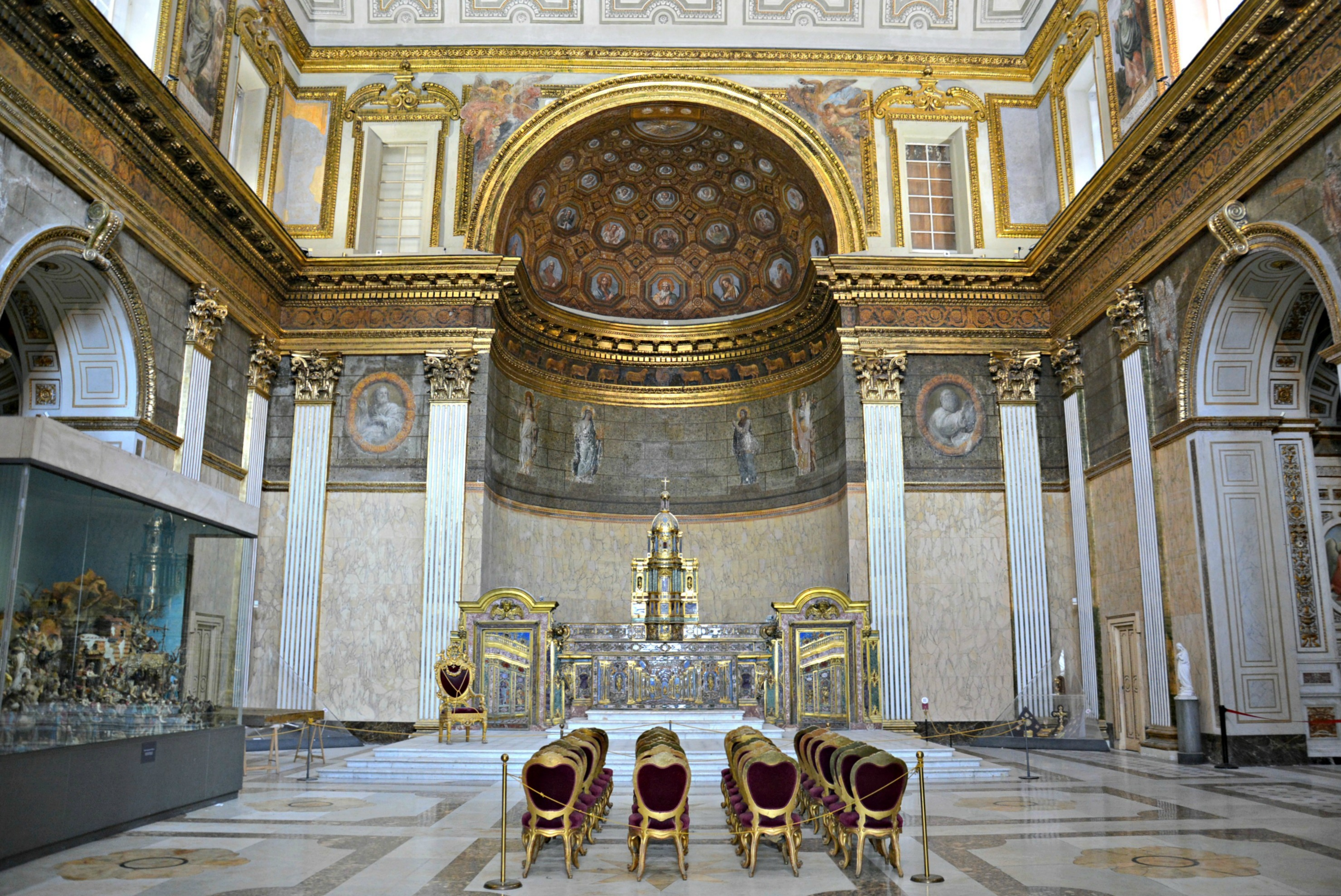
Chapelle palatine
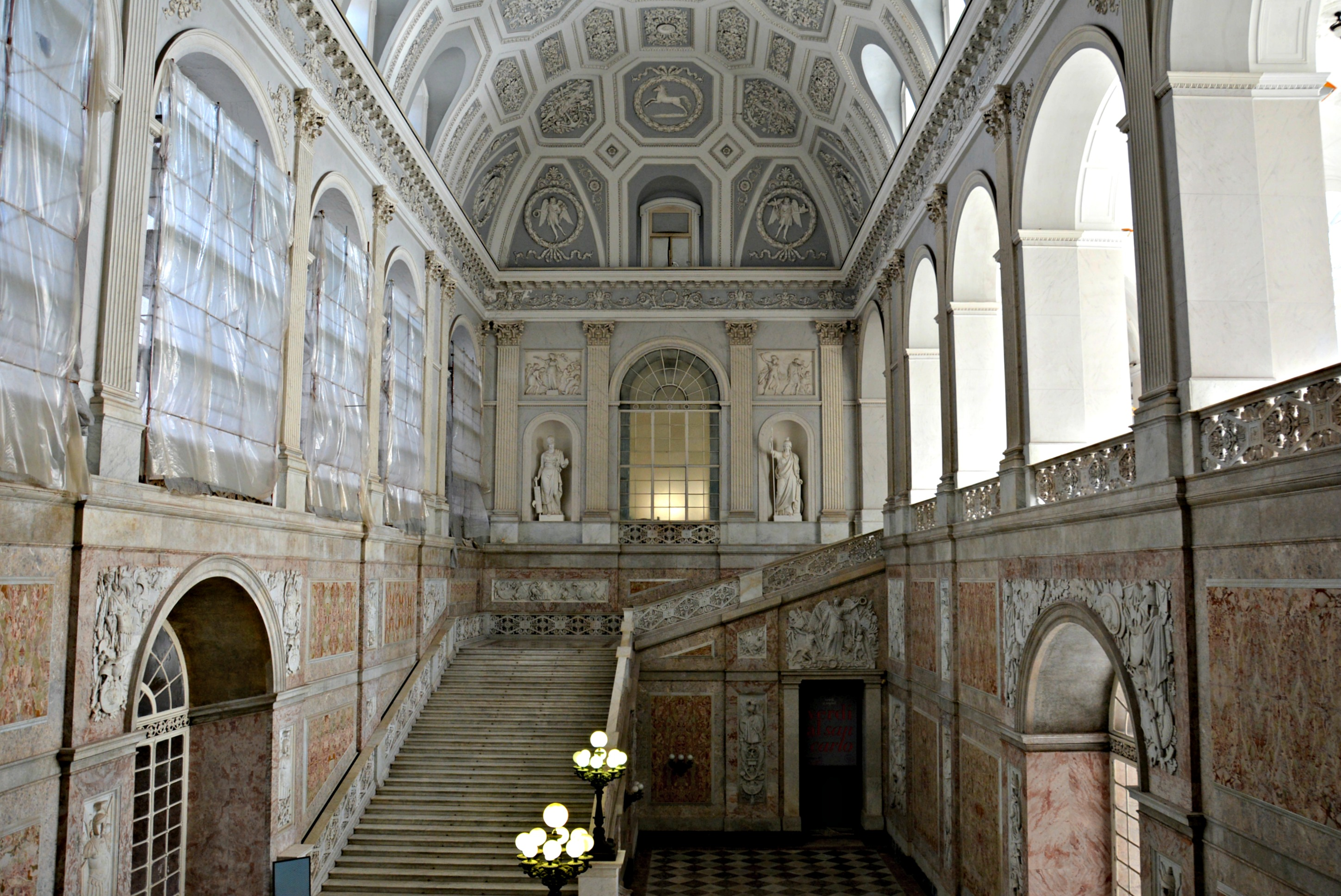
Escalier d'honneur
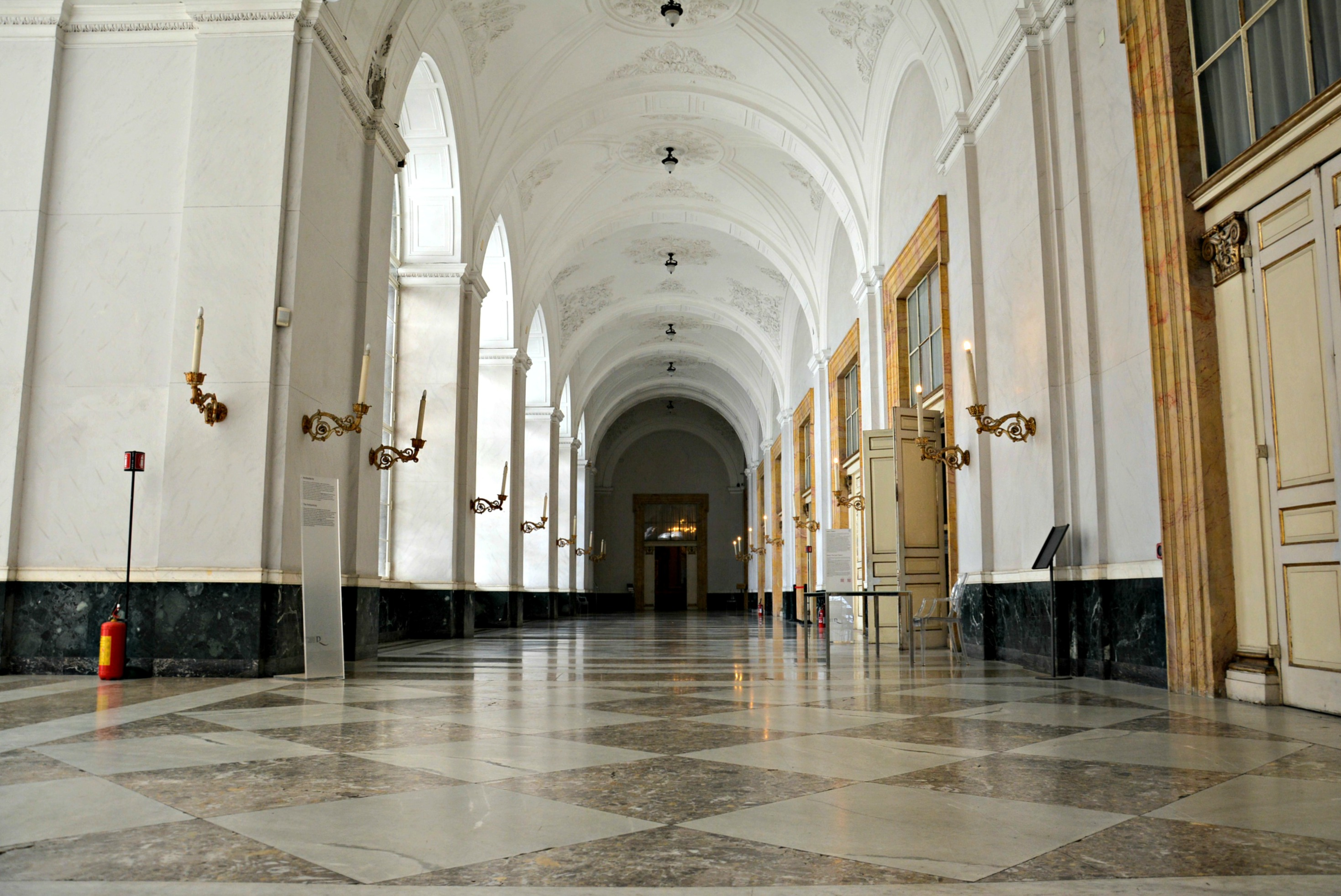
Déambulatoire
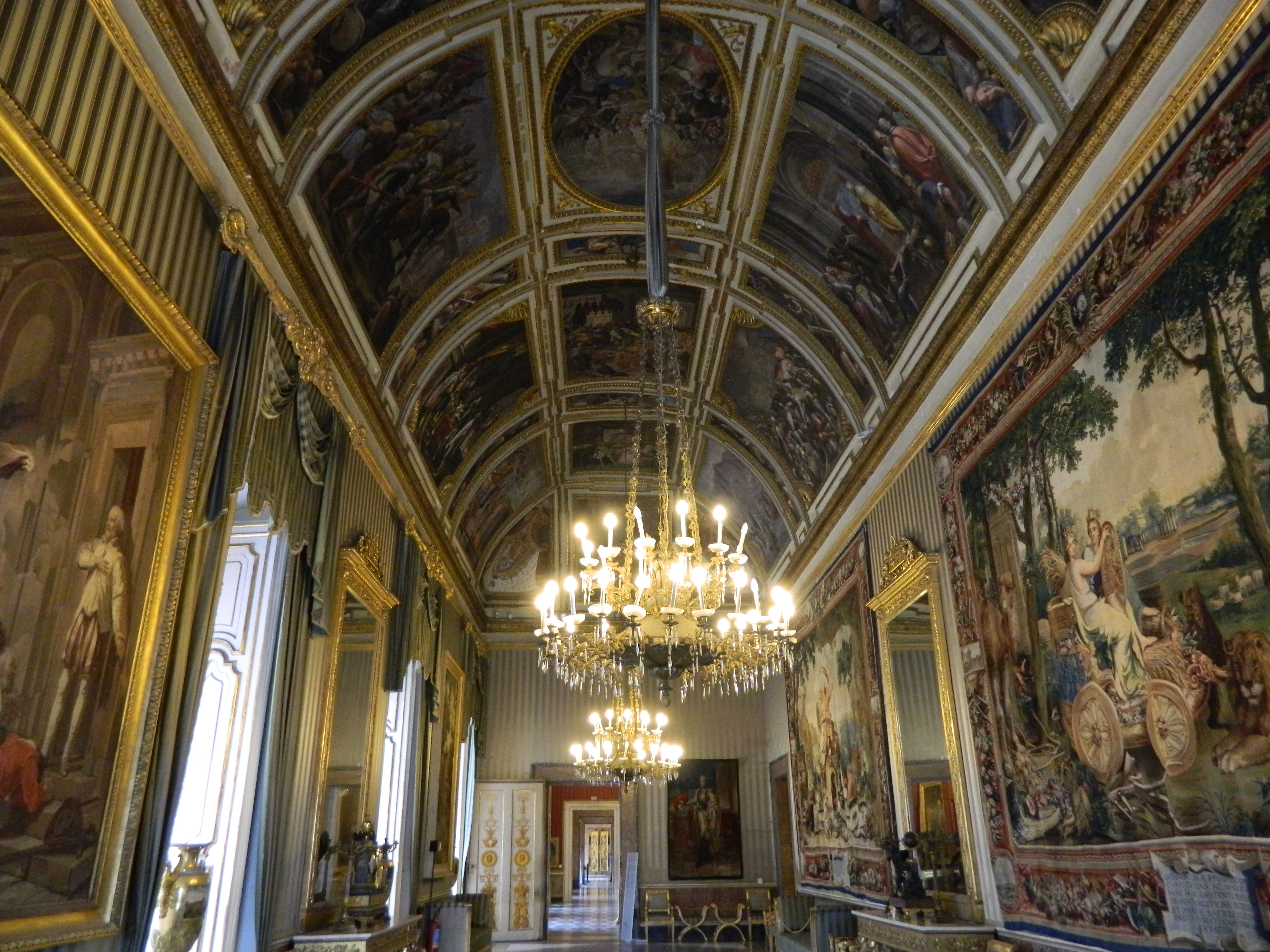
Seconde antichambre
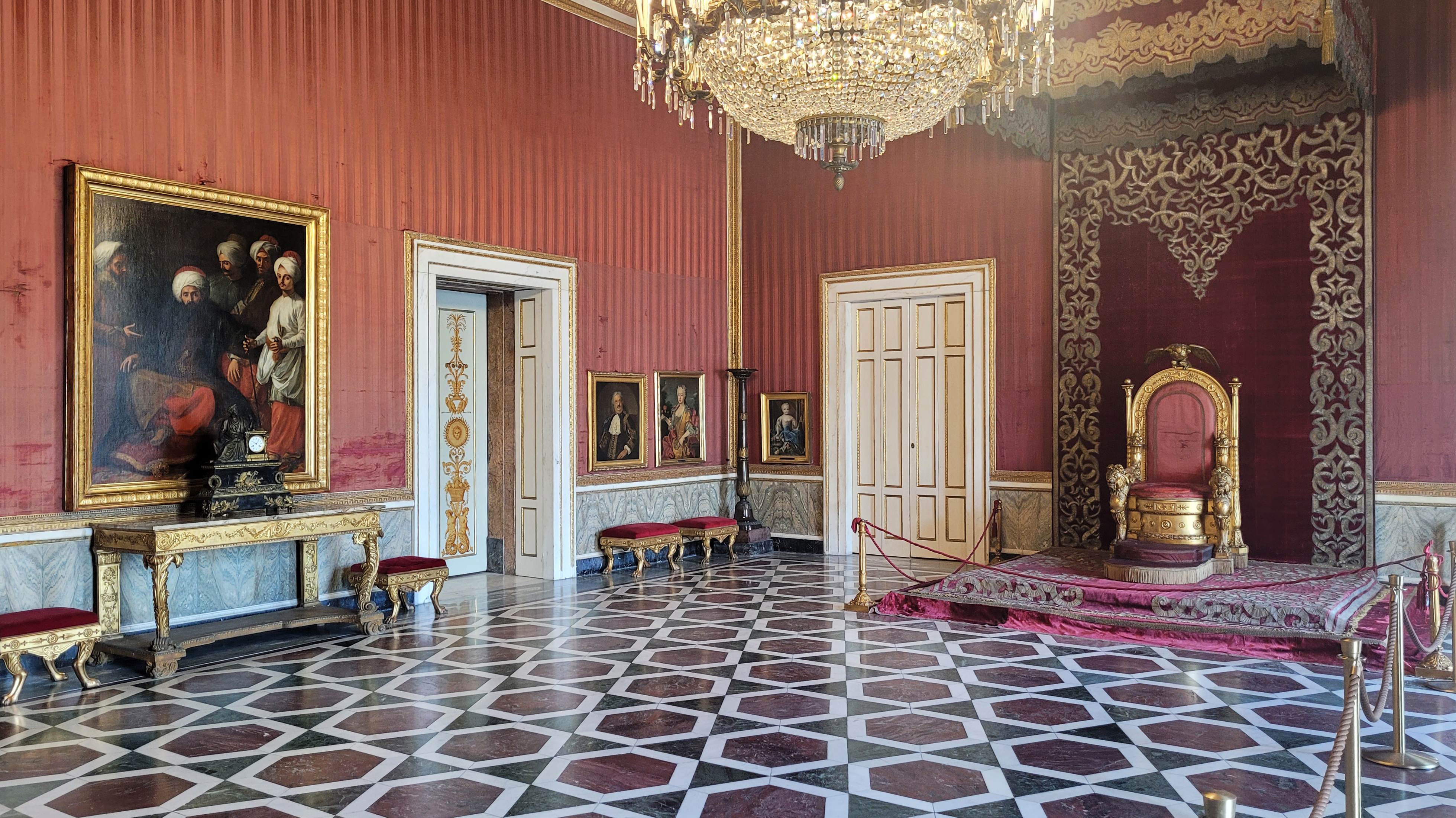
Salle du Trône

## Lieu de tournage
En 2016, une équipe de l'émission Secrets d'Histoire a tourné plusieurs séquences au palais dans le cadre d'un numéro consacré à Caroline Bonaparte, intitulé Caroline, née Bonaparte, épouse Murat, diffusé le 27 juillet 2017 sur France 2